# Nazlat al-Amudajn
Nazlat al-Amudajn – miejscowość w Egipcie, w muhafazie Al-Minja, w dystrykcie Samalut. W 2006 roku liczyła 15 519 mieszkańców.